# Morgan Ågren

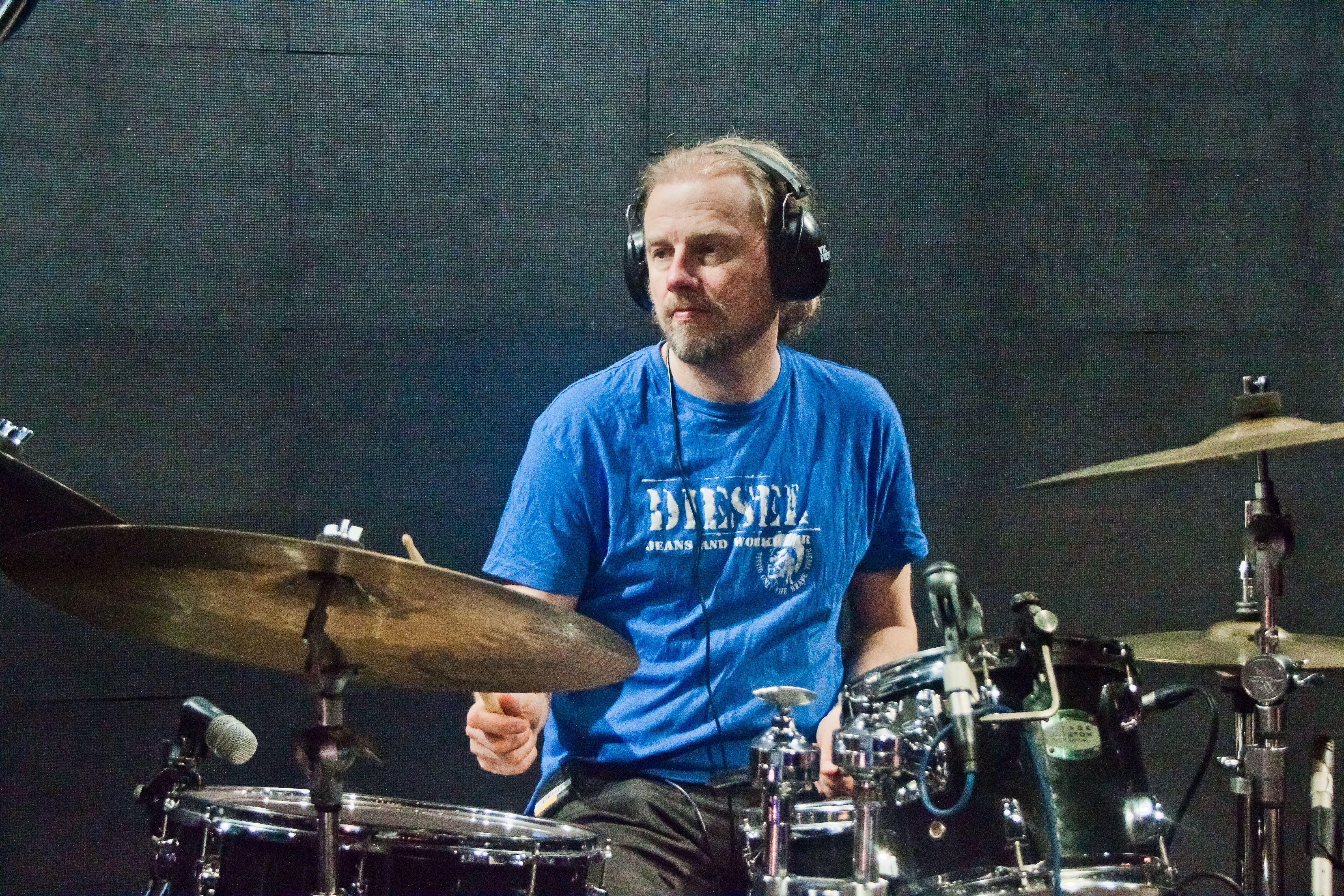
Morgan Ågren (2017)

Leif Morgan Ågren (* 13. Juli 1967 in Umeå) ist ein schwedischer Fusionmusiker (Schlagzeug).

## Leben und Wirken
Ågren begann bereits im Alter von vier Jahren, zu trommeln und trat mit sieben Jahren erstmals öffentlich auf. Seit 1981 spielt er im Duo mit dem Keyboarder Mats Öberg. 1984 gründeten sie gemeinsam Zappsteetoot, mit der sie die Musik von Frank Zappa international aufführten. Im Mai 1988, im Alter von 20 Jahren, wurde er zusammen mit Mats Öberg von Frank Zappa zu einem Gastauftritt bei Zappas Stockholmer Konzert eingeladen.
Beeindruckt von Ågrens Fähigkeiten lud Zappa ihn später in die USA ein, um an mehreren Projekten mitzuwirken, insbesondere an der 1994 mit einem Grammy ausgezeichnete CD Zappa’s Universe mit Steve Vai sowie an einer Aufführung von Zappas klassischem Orchestra of Our Time in der New Yorker Avery Fisher Hall. Ågren teilte sich zudem mit Terry Bozzio den Platz des Schlagzeugers auf dem Album Shampoohorn (1994) von Ahmet und Dweezil Zappa.
Als zeitweiliges Mitglied von Fleshquartet nahm Ågren mehrere Alben auf, darunter What’s Your Pleasure? (1988) und das mit einem schwedischen Grammis ausgezeichnete Goodbye Sweden (1990). Weiterhin kam es zu internationalen Auftritten mit Zappa’s Universe und mit Mats Öberg in der Mats/Morgan Band, die immer noch aktiv ist und für die er auch komponiert.
1996 tourte Ågren als Mitglied der Band von Glenn Hughes durch Europa und 1997 nach Japan. 1996 gründete er sein eigenes Plattenlabel, Ultimate Audio Entertainment. Im Mai 1997 gab er im Kurzfilm Lullaby for Lost Souls sein Schlagzeug-Debüt in Kinos und auf mehreren internationalen Filmfestivals. Er wirkte auf Fredrik Thordendals Soloalbum Sol Niger Within mit. Seit dem Jahr 2000 gehört er zudem zur Progrock-Band Kaipa, mit der er zunächst das Album Notes from the Past einspielte, welches 2002 veröffentlicht wurde.
Gemeinsam mit Raoul Björkenheim und Bill Laswell veröffentlichte Ågren 2011 zudem das Album BLIXT. Er hat auch mit Devin Townsend (Casualties of Cool, Empath), Squarepusher, Trey Gunn/Henry Kaiser (Invisible Rays, 2011), Karmakanic, Mike Keneally, Denny Walley und Bolon Bata gespielt. 2019 wirkte er am Album Zëss von Magma mit.
Ågren wurde 2010 in der Leserumfrage des Magazins Modern Drummer zum besten Fusion-Drummer gewählt. Er ist das Thema eines zweistündigen Dokumentarfilms unter Regie von Carl King mit dem Titel Morgan Ågren’s Conundrum: A Percussive Misadventure (2013).

## Diskographische Hinweise
solo
- 2015 – Batterie Deluxe
- 2016 – Through the Eyes of a Morgchestra

Mats/Morgan Band
- 1996 – Trends and Other Diseases
- 1997 – The Music or the Money
- 1998 – Radio DaDa
- 1998 – The Teenage Tapes
- 2001 – Live
- 2002 – On Air with Guests
- 2005 – Thanks for Flying with Us
- 2008 – Heat Beats Live (+ Tourbook 1991–2007) (DVD+CD)
- 2014 – Schack Tati
- 2016 – 35th Anniversary Collection
- 2018 – Live with Norrlandsoperan Symphony Orchestra